# Cleveland Browns 1966
La stagione 1966 dei Cleveland Browns è stata la 17ª della franchigia nella National Football League, la 21ª complessiva. La squadra terminò con un record di 9-5, il suo peggiore dal 1962.

## Calendario
| Stagione regolare |              |                        |                    |                    |                    |
| Turno             | Data         | Avversario             | Risultato          | Record             | Pubblico           |
| 1                 | 11 settembre | at Washington Redskins | V 38–14            | 1–0                | 48,643             |
| 2                 | 18 settembre | Green Bay Packers      | S 20–21            | 1–1                | 83,943             |
| 3                 | 25 settembre | St. Louis Cardinals    | S 28–34            | 1–2                | 74,814             |
| 4                 | 2 ottobre    | at New York Giants     | V 28–7             | 2–2                | 62,916             |
| 5                 | 8 ottobre    | Pittsburgh Steelers    | V 41–10            | 3–2                | 82,687             |
| 6                 | 16 ottobre   | Settimana di pausa     | Settimana di pausa | Settimana di pausa | Settimana di pausa |
| 7                 | 23 ottobre   | Dallas Cowboys         | V 30–21            | 4–2                | 84,721             |
| 8                 | 30 ottobre   | at Atlanta Falcons     | V 49–17            | 5–2                | 57,235             |
| 9                 | 6 novembre   | at Pittsburgh Steelers | S 6–16             | 5–3                | 39,690             |
| 10                | 13 novembre  | Philadelphia Eagles    | V 27–7             | 6–3                | 77,698             |
| 11                | 20 novembre  | Washington Redskins    | V 14–3             | 7–3                | 78,466             |
| 12                | 24 novembre  | at Dallas Cowboys      | S 14–26            | 7–4                | 75,504             |
| 13                | 4 dicembre   | New York Giants        | V 49–40            | 8–4                | 61,651             |
| 14                | 11 dicembre  | at Philadelphia Eagles | S 21–33            | 8–5                | 58,074             |
| 15                | 17 dicembre  | at St. Louis Cardinals | V 38–10            | 9–5                | 47,721             |

## Classifiche
| NFL Eastern Conference |    |    |   |      |        |     |     |     |
|                        | V  | S  | P | %    | CONF   | PF  | PS  | STR |
| Dallas Cowboys         | 10 | 3  | 1 | .769 | 9–3–1  | 445 | 239 | V1  |
| Philadelphia Eagles    | 9  | 5  | 0 | .643 | 8–5    | 326 | 340 | V4  |
| Cleveland Browns       | 9  | 5  | 0 | .643 | 9–4    | 403 | 259 | V1  |
| St. Louis Cardinals    | 8  | 5  | 1 | .615 | 7–5–1  | 264 | 265 | S3  |
| Washington Redskins    | 7  | 7  | 0 | .500 | 7–6    | 351 | 355 | S1  |
| Pittsburgh Steelers    | 5  | 8  | 1 | .385 | 4–8–1  | 316 | 347 | V2  |
| Atlanta Falcons        | 3  | 11 | 0 | .214 | 2–5    | 204 | 437 | S1  |
| New York Giants        | 1  | 12 | 1 | .077 | 1–11–1 | 263 | 501 | S8  |

Note: I pareggi non venivano conteggiati ai fini della classifica fino al 1972.